# Bressay Sound

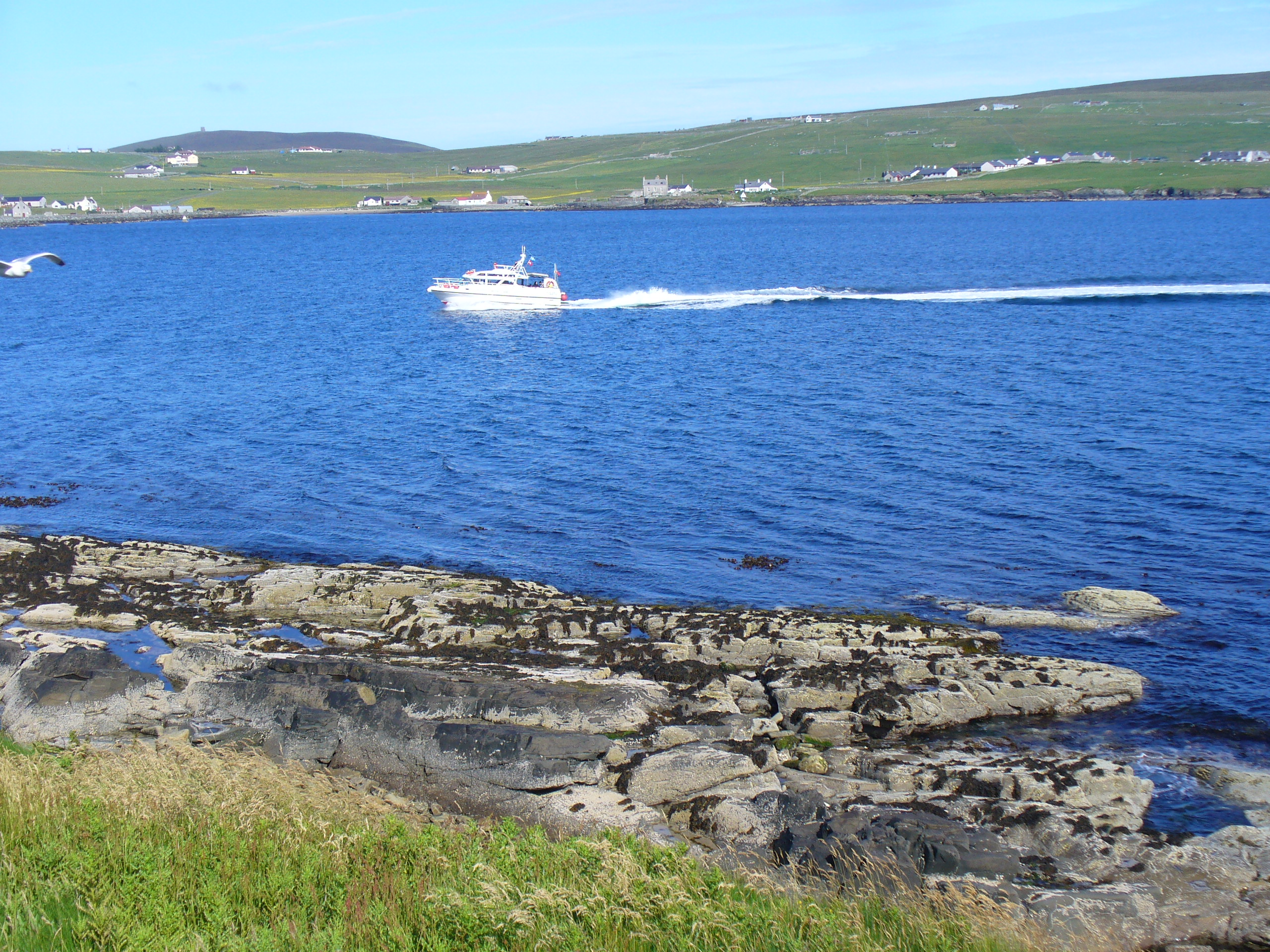
Der Bressay Sound von Westen

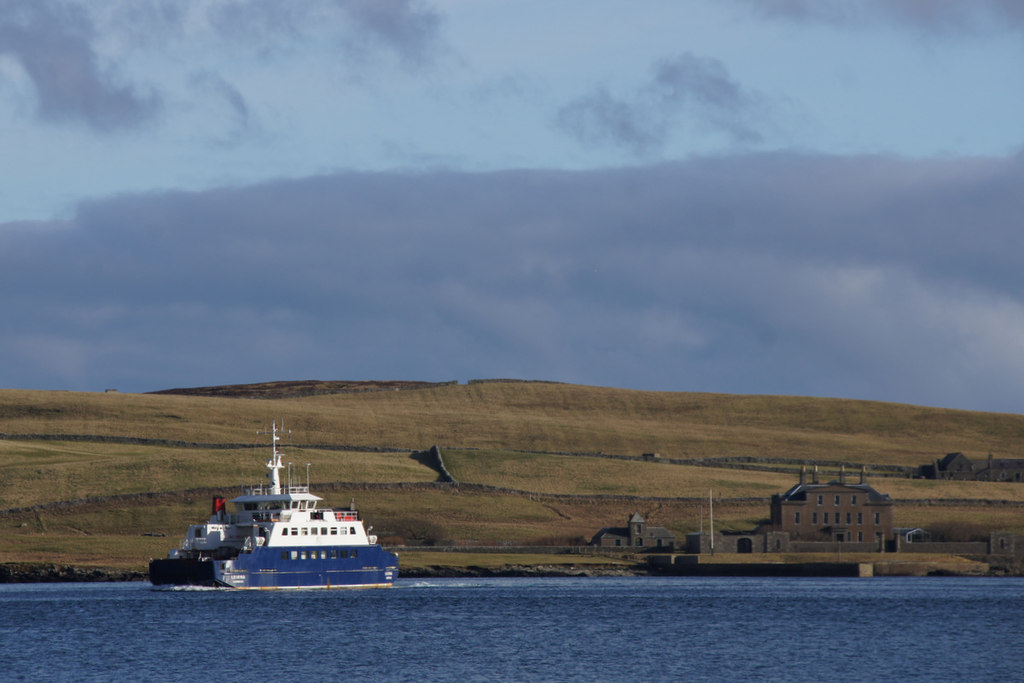
Die Fähre nach Bressay

Der Bressay Sound ist eine Meerenge, die im Südosten der zu Schottland zählenden Shetlands liegt.

## Geographie
Der Bressay Sound verläuft zwischen den Inseln Mainland im Westen und Bressay im Osten. In ihm liegt die kleine. unbewohnte Insel Holm of Cruester. Die wichtigste Ortschaft ist die Stadt Lerwick auf der Seite von Mainland, eine weitere ist Gremista. Auf Bressay liegen Cruester, Heogan, Mail und Maryfield. Die Küstenstreifen sind in mehrere Buchten untergliedert, unter ihnen sind der Brei Wick auf Mainland und die Voe of Leiraness auf Bressay. Einmündende Flüsse sind der North Burn of Gremista und der South Burn of Gremista auf Mainland sowie der Burn of Ham auf Bressay.

## Historisches
Im Rahmen der historischen Gliederung Schottlands in Civil Parishes zählt der Bressay Sound zu Lerwick. Am Eingang im Süden steht ein Leuchtturm auf der östlichen Seite. Das Bressay Lighthouse ist 1977 als Listed Building der Kategorie B eingestuft worden.

## Verkehr
Der Bressay Sound wird wegen seiner Nutzung als Hafen von Lerwick intensiv von Schiffen in beiden Richtungen genutzt. Zwischen Lerwick und Bressay verkehrt die Leirna als Fähre.